# National Bank for Agriculture and Rural Development

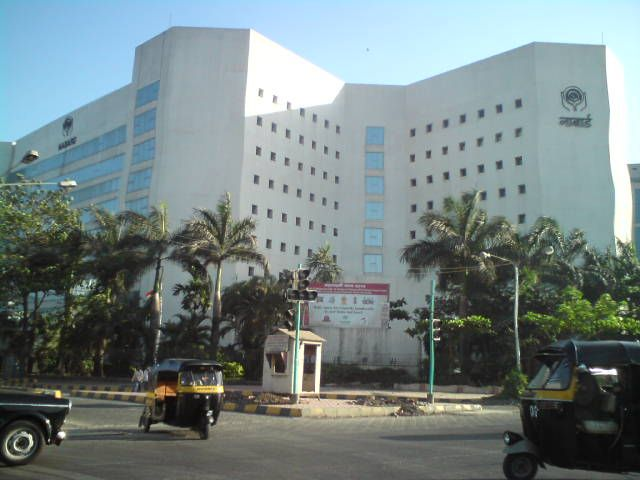
Huvudkontoret i Mumbai

National Bank for Agriculture and Rural Development (NABARD) är en utvecklingsbank i Indien (engelska:apex development bank), grundad 1982. Huvudkontoret ligger i Mumbai och regionala avdelningar finns runt om i Indien. Ett huvudområde för banken är kreditgivning inom jordbrukssektorn, men också andra ekonomiska områden inom det rurala Indien.

## Omnämnanden
Banken har nämnts i den indiska pressen i samband med diskussioner om utveckling av jordbruket och landsbygden, däribland i The Hindu BusinessLine.